# NGC 383
NGC 383 ist eine elliptische Galaxie mit aktivem Galaxienkern vom Hubble-Typ E/S0 im Sternbild Fische auf der Ekliptik. Sie ist schätzungsweise 235 Millionen Lichtjahre von der Milchstraße entfernt und hat einen Durchmesser von etwa 135.000 Lichtjahren. Gemeinsam mit NGC 375, NGC 379, NGC 380, NGC 382, NGC 384, NGC 385, NGC 386, NGC 387 und NGC 388 bildet sie die Galaxienkette Arp 331. Mit 21 weiteren Galaxien ist sie Mitglied der NGC 452-Gruppe (LGG 18).
Halton Arp gliederte seinen Katalog ungewöhnlicher Galaxien nach rein morphologischen Kriterien in Gruppen. Diese Galaxiengruppe gehört zu der Klasse Ketten von Galaxien.
Die Typ-Ia-Supernova SN 2015ar wurde hier beobachtet.
Das Objekt wurde am 12. September 1784 von dem deutsch-britischen Astronomen Wilhelm Herschel entdeckt.

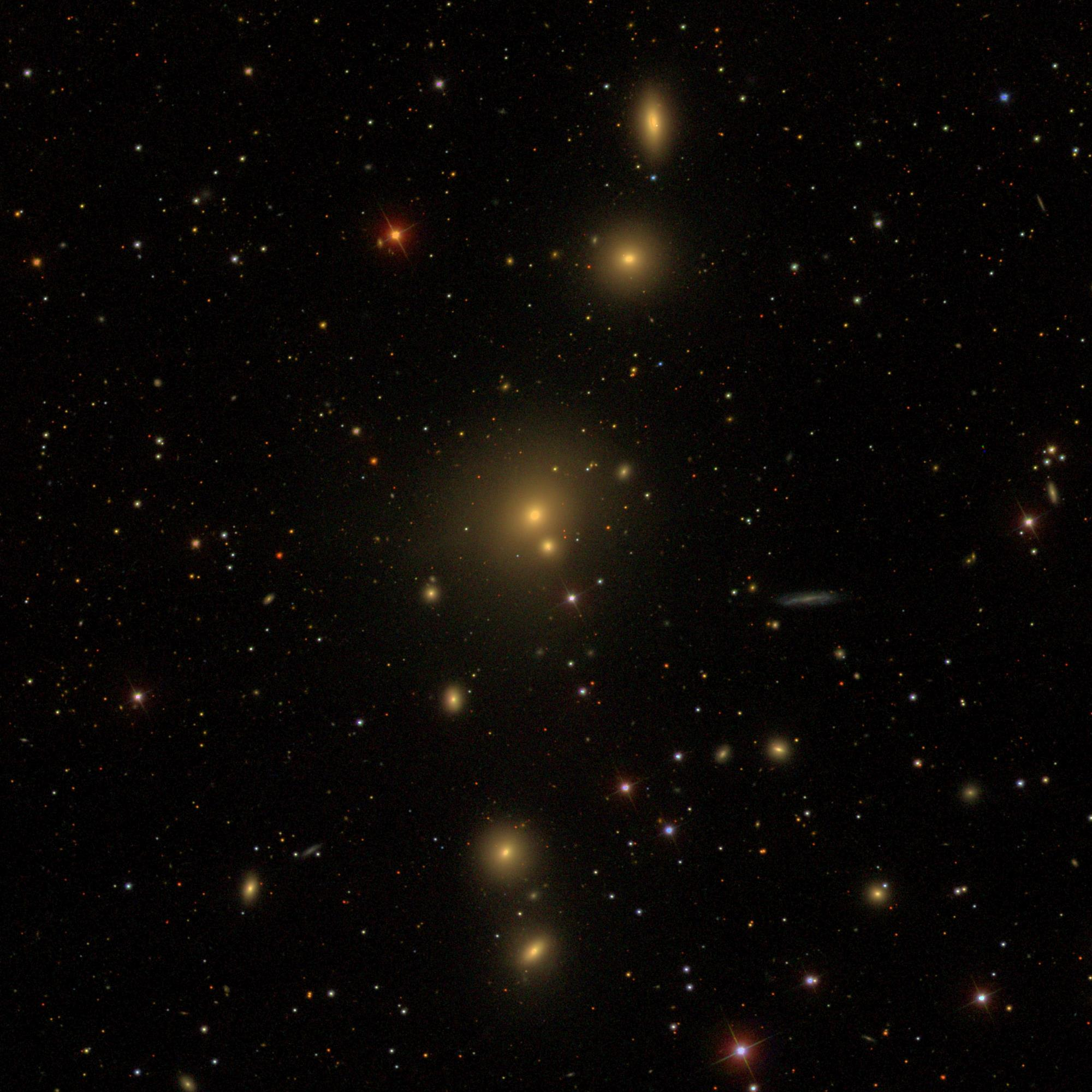
SDSS-Aufnahme der Galaxienkette Arp 331